# نهر كانالا
نهر كانالا هو نهر في كاليدونيا الجديدة (كاليدونيا الجديدة هي مجموعة جزر في المحيط الهادئ تتبع إداريا إلى دولة فرنسا). تبلغ مساحته النهر هذا 290 كيلومترًا مربعًا أو 203 ميلاً. 

## أقرا أيضا
- قائمة أنهار كاليدونيا الجديدة